# Ivorisch-portugiesische Beziehungen
Die ivorisch-portugiesischen Beziehungen beschreiben das Verhältnis zwischen der Elfenbeinküste (port.: Costa do Marfim) und Portugal. Die Staaten unterhalten seit 1975 direkte diplomatische Beziehungen.
Mitte des 15. Jahrhunderts erreichten die portugiesischen Seefahrer als erste Europäer die Elfenbeinküste. Orte wie San-Pédro oder Sassandra gehen auf diese Zeit zurück, ebenso der Landesname.
Die heutigen guten Beziehungen waren vergleichsweise schwach ausgeprägt, bevor sie ab 2015 mit einer Vielzahl Abkommen und Kooperationen deutlich intensiviert wurden. Zudem hat die Elfenbeinküste seit 2021 Beobachterstatus in der Gemeinschaft der Portugiesischsprachigen Länder (CPLP).
Im Jahr 2015 waren 121 Staatsbürger der Elfenbeinküste in Portugal gemeldet, die meisten im Distrikt Lissabon (45) und im Distrikt Braga (23). Im Jahr 2008 waren 34 Portugiesen in der Elfenbeinküste gemeldet.
Seit 2011 unterhalten die ehemalige ivorische Hauptstadt Abidjan und die portugiesische Stadt Viseu eine Städtefreundschaft.

## Geschichte

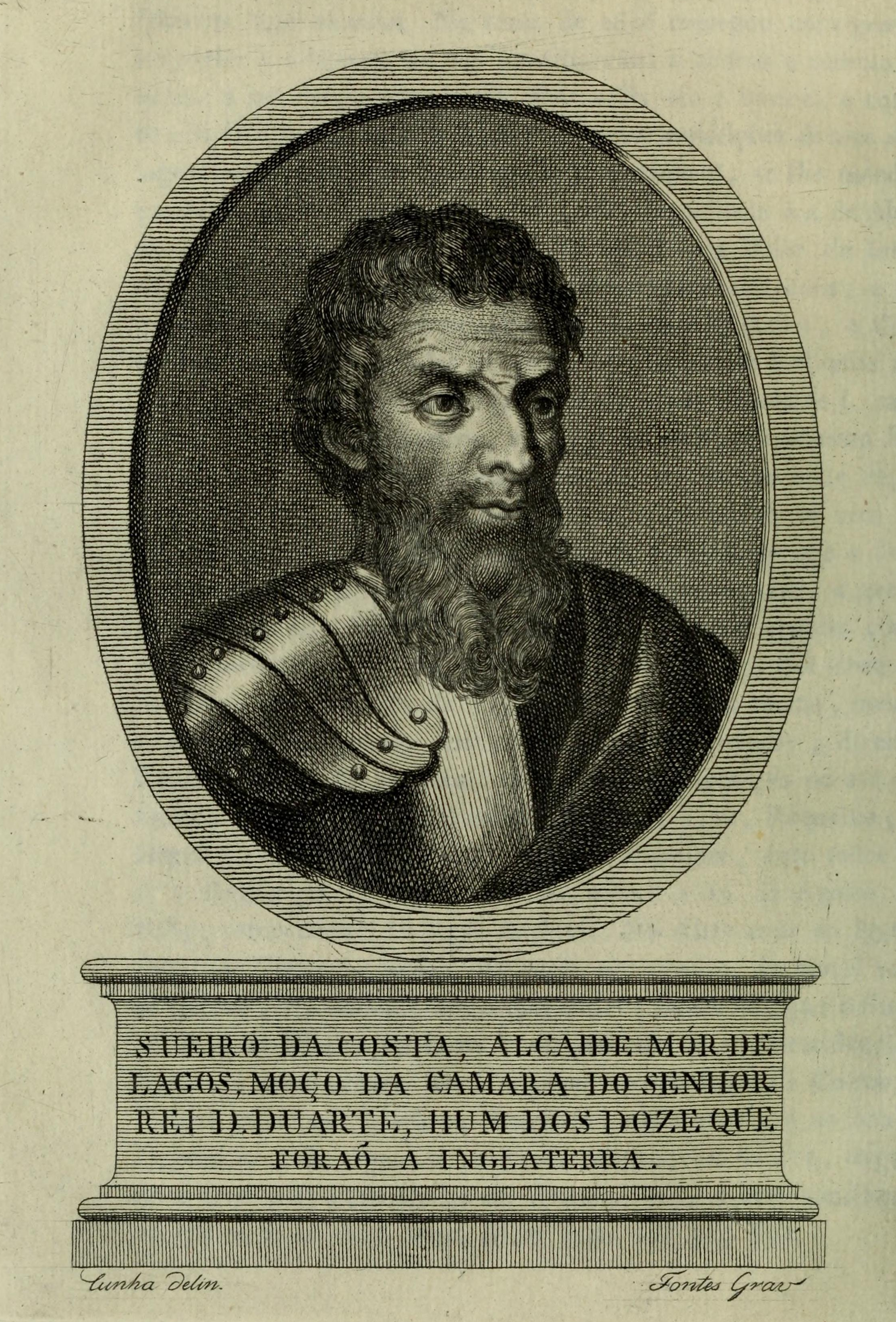
Vermutlich erster Europäer auf ivorischem Boden: der portugiesische Seefahrer Soeiro da Costa

Die Portugiesen benannten die Küsten Westafrikas, die sie ab Mitte des 15. Jahrhunderts fortschreitend erkundeten, nach den Waren, die sie dort vornehmlich einzuhandeln gedachten, im Golf von Guinea beispielsweise Goldküste oder Sklavenküste. Den hiesigen Abschnitt benannten sie nach dem erhofften Elfenbein als Elfenbeinküste, die damit dem heutigen Staat den Namen gab.
Mitte des 15. Jahrhunderts erreichten die portugiesischen Seefahrer João de Santarém und Pêro Escobar als erste Europäer den Golf von Guinea. Der Portugiese Soeiro da Costa landete 1469 im heutigen Grand-Bassam und war damit vermutlich der erste Europäer in der heutigen Elfenbeinküste. Die Portugiesen gründeten danach Orte wie São Andrea (heute Sassandra) oder San-Pédro.
Portugal dominierte danach für etwa 100 Jahre den Handel an der Elfenbeinküste, ohne jedoch Land als Kolonien in Besitz zu nehmen. Im 17. Jahrhundert wurden die Portugiesen hier von den Franzosen verdrängt, und die Elfenbeinküste wurde Französische Kolonie.
1960 wurde das Land von Frankreich unabhängig. Freundliche Beziehungen zu Portugal entwickelten sich jedoch erst nach dem Ende des kolonialen Estado-Novo-Regimes durch die linksgerichtete Nelkenrevolution in Portugal 1974. Die neue portugiesische Regierung beendete danach die Portugiesischen Kolonialkriege, entließ seine bisherigen Kolonien 1975 in die Unabhängigkeit und richtete seine internationalen Beziehungen neu aus.

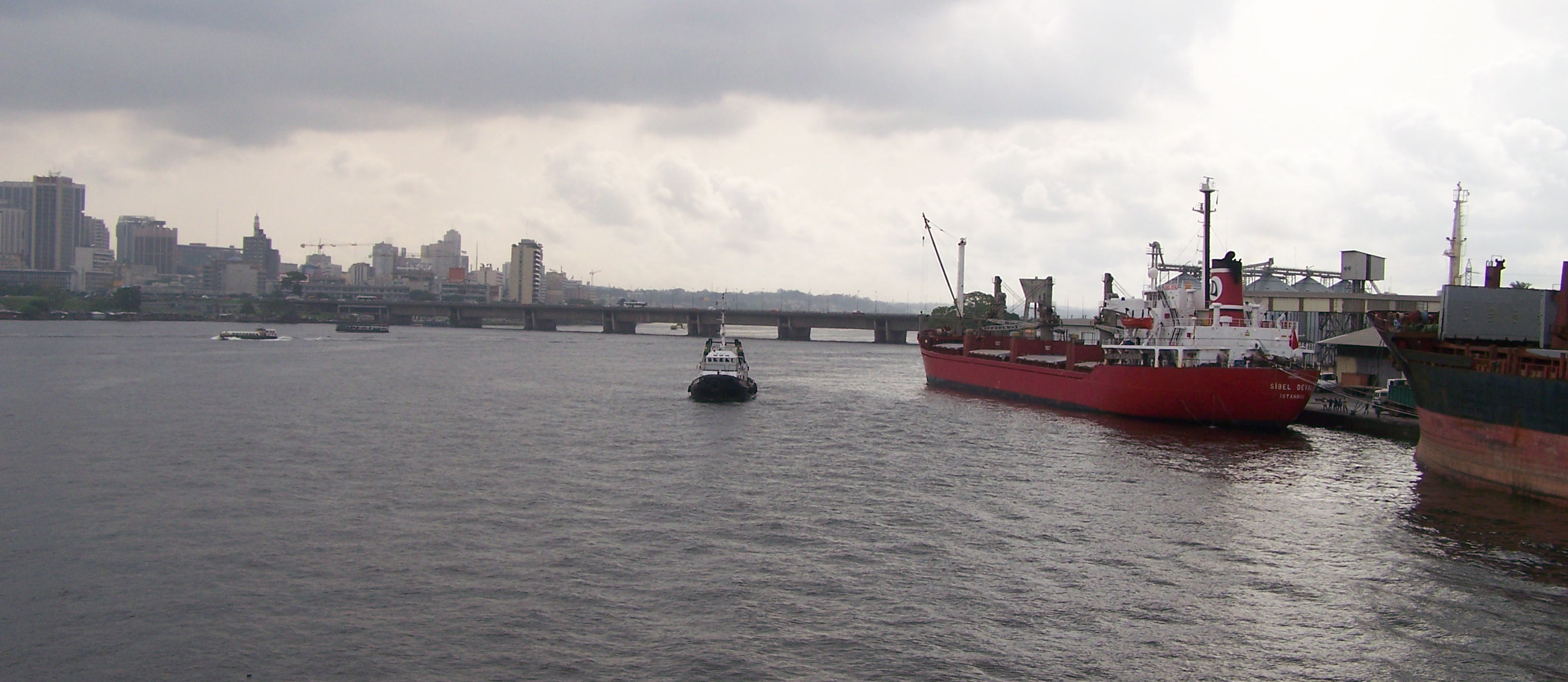
Der Hafen von Abidjan: Portugal und die Elfenbeinküste kooperieren seit 2015 beim Küstenschutz und dem Kampf gegen Piraterie und Steuerflucht

Am 28. Januar 1975 nahm das nunmehr demokratische Portugal diplomatische Beziehungen zur Elfenbeinküste auf. Als erster Vertreter Portugals in der Elfenbeinküste akkreditierte sich am 23. November 1989 Luis Meneses Cordeiro in der Hauptstadt Abidjan. Im Laufe der zunehmenden innenpolitischen Krise ab 1999, die in den Bürgerkrieg in der Elfenbeinküste mündete, schloss Portugal 2001 seine dortige Botschaft. Seither gehört die Elfenbeinküste zum Amtsbezirk des portugiesischen Vertreters in der senegalesischen Hauptstadt Dakar.
Eine Intensivierung erfuhren die bilateralen Beziehungen 2015. Bei seinem Besuch in Portugal traf der ivorische Außenminister Charles Diby im März 2015 seinen portugiesischen Amtskollegen Rui Machete. Sie erklärten die Absicht, eine Reihe bilateraler Abkommen und Kooperationen abzuschließen, die zur weiteren Annäherung beider Staaten beitragen sollen. Erste Vereinbarungen betrafen ein Doppelbesteuerungsabkommen und die Zusammenarbeit zur Bekämpfung von Steuerflucht. Auch ein Memorandum of Understanding zur Einführung von Portugiesischunterricht in der Elfenbeinküste und zu portugiesischer Entwicklungshilfe wurden vereinbart. Zudem wurden Kooperationen in den Bereichen Sicherheit und Justiz beschlossen, insbesondere bat die Elfenbeinküste Portugal um Unterstützung im Kampf gegen die Piraterie vor der ivorischen Küste. Kurz zuvor fanden in Lissabon mit dem Forum Portugal e Costa do Marfim — Reforço das Relações Económicas e Comerciais Tagungen und Wirtschaftstreffen zur Intensivierung der ivorisch-portugiesischen Handelsbeziehungen statt. Es folgten weitere Treffen, etwa der Besuch des portugiesischen Vizepremierministers Paulo Portas 2015 in der Elfenbeinküste und weitere gegenseitigen Besuche und Wirtschaftstreffen 2016.

## Diplomatie

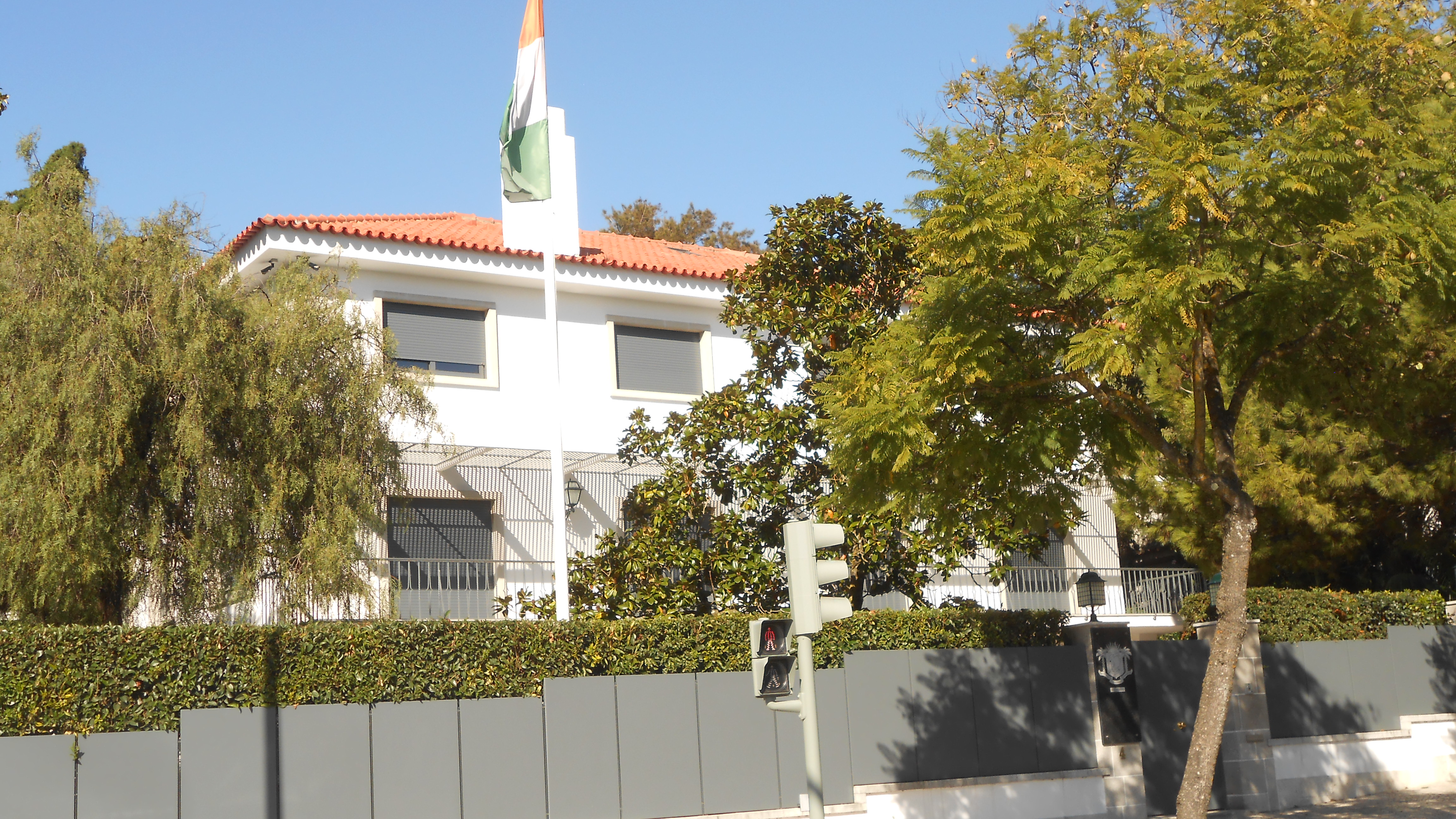
Die ivorische Botschaft in Lissabon

Portugal unterhält seit 2001 keine eigene Botschaft mehr in der Elfenbeinküste, das Land gehört seither zum Amtsbezirk der portugiesischen Botschaft im Senegal. Auch portugiesische Konsulate bestehen in der Elfenbeinküste nicht.
Die Elfenbeinküste führt eine eigene Botschaft im Lissabonner Stadtteil Belém. In Gondomar bei Porto besteht zudem ein ivorisches Honorarkonsulat.

## Wirtschaft

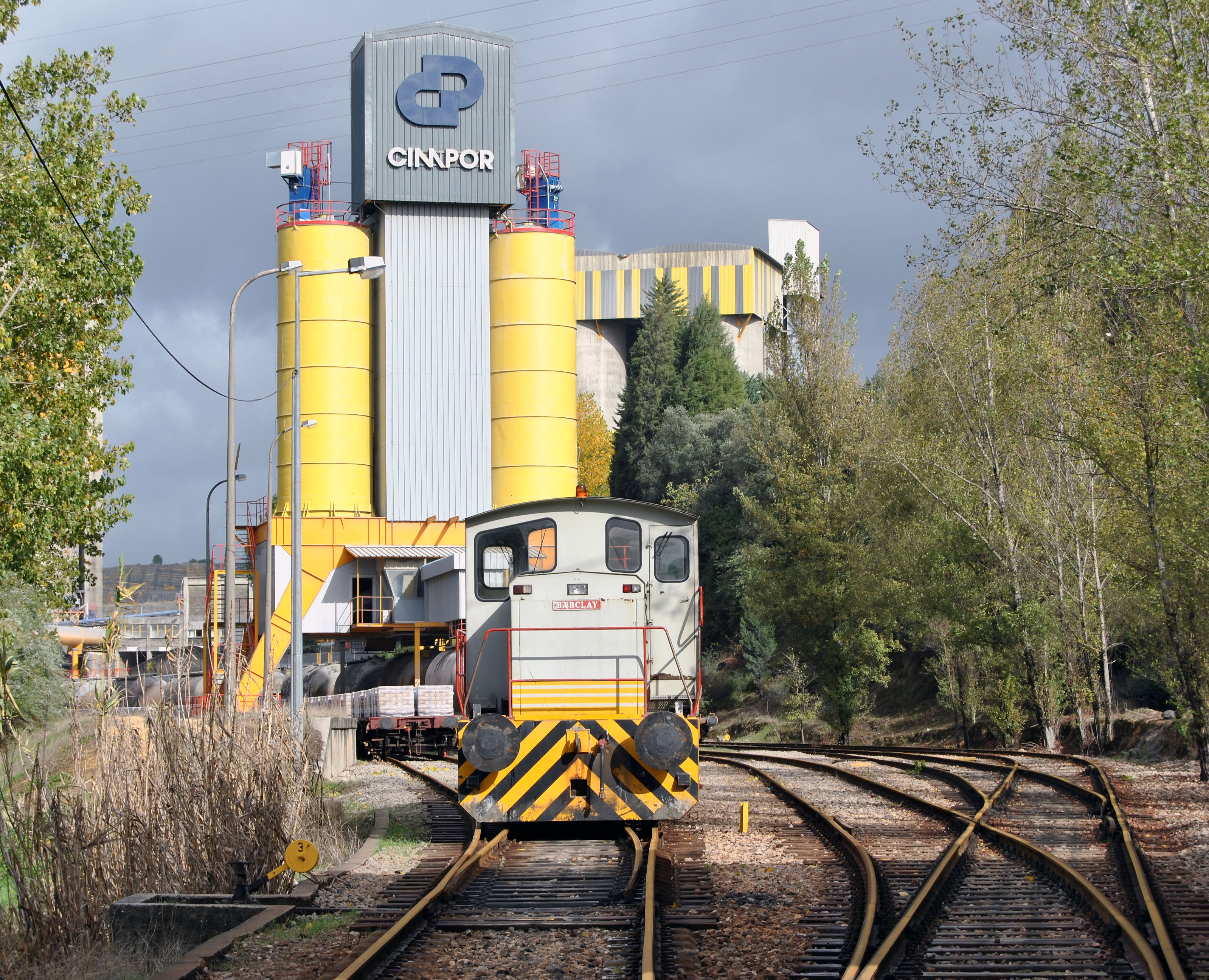
Cimpor-Werk in Souselas bei Coimbra: Zement und Fertigbauteile sind das wichtigste Exportgut Portugals in die Elfenbeinküste

Die portugiesische Außenhandelskammer AICEP unterhält keine Niederlassung in der Elfenbeinküste, zuständig ist das AICEP-Büro in der senegalesischen Hauptstadt Dakar.
Einige Unternehmen aus Portugal sind in der Elfenbeinküste aktiv, insbesondere Bauunternehmen. Zudem exportieren 189 portugiesische Firmen in die Elfenbeinküste (Stand 2016).
Im Jahr 2016 exportierte Portugal Waren im Wert von 35,5 Mio. Euro in die Elfenbeinküste (2015: 40,5 Mio.; 2014: 19,0 Mio.; 2013: 40,1 Mio.; 2012: 14,0 Mio.), davon 26,0 % Minerale und Erze, 18,2 % Metallwaren, 17,3 % Maschinen und Geräte und 15,8 % Papier und Zellulose.
Im gleichen Zeitraum lieferte die Elfenbeinküste Waren im Wert von 28,7 Mio. Euro an Portugal (2015: 26,8 Mio.; 2014: 27,7 Mio.; 2013: 18,5 Mio.; 2012: 25,3 Mio.), davon 46,4 % Lebensmittel, 22,0 % Naturkautschuk, 13,7 % Textilien und 13,1 % landwirtschaftliche Erzeugnisse.
Damit stand die Elfenbeinküste für den portugiesischen Außenhandel 2016 an 60. Stelle als Abnehmer und an 70. als Lieferant, im ivorischen Außenhandel rangierte Portugal 2015 an 40. Stelle als Abnehmer und an 31. Stelle als Lieferant.

## Kultur
Das portugiesische Kulturinstitut Instituto Camões ist in Abidjan insbesondere mit einem Lektorat an der Universität Félix Houphouët-Boigny und am Sitz der Afrikanischen Entwicklungsbank präsent.
Die Aktivitäten des Instituto Camões stehen hier auch im Zusammenhang mit der Einführung von Portugiesisch-Unterricht in der Elfenbeinküste, der 2015 beschlossen wurde.

Mannschaftsaufstellungen vom 15. Juni 2010 bei der WM in Südafrika

## Sport

### Fußball
Die Ivorische Fußballnationalmannschaft und die Portugiesische Nationalelf trafen bisher erst einmal aufeinander (Stand Mai 2017). Am ersten Spieltag der Fußball-Weltmeisterschaft 2010 in Südafrika trennten sie sich am 15. Juni im Nelson-Mandela-Bay-Stadion torlos unentschieden.
Fußballer der Elfenbeinküste spielen vergleichsweise selten für portugiesische Vereine. Zu nennen ist dabei der ivorische Nationalspieler Marco Zoro, der von 2007 bis 2011 bei Benfica Lissabon unter Vertrag stand. Weitere Beispiele sind die Nationalspieler Jean Seri und Abdoulaye Traoré, der Mitte der 1980er Jahre für Sporting Braga auflief. Jungnationalspieler Ousmane Diomandé begann seine Profilaufbahn in Portugal, zunächst beim CD Mafra, dann ebenfalls bei Sporting Lissabon. Auch Judikael Magique Goualy begann seine Profilaufbahn in Portugal und spielt seither ganz überwiegend dort. Der ivorische Nationalspieler Koffi Kouao trat zwischen 2017 und 2019 für zwei portugiesische Teams an.
Die Ivorische Fußballnationalmannschaft der Frauen und die Portugiesische Frauen-Auswahl spielten bisher noch nicht gegeneinander (Stand Mai 2017).

### Andere
Der ivorische Basketballspieler Marc M’Bahia spielte auch eine Zeit in Portugal, wo er mit Telecom Lissabon 2003 portugiesischer Meister wurde.